# Aerodramus fuciphagus
Aerodramus fuciphagus е вид птица от семейство Бързолетови (Apodidae).

## Разпространение
Видът е разпространен в Бруней, Виетнам, Индия, Индонезия, Източен Тимор, Камбоджа, Китай, Малайзия, Мианмар, Сингапур, Тайланд и Филипините.